# Honnenahalli, Chik Ballapur
Honnenahalli là một làng thuộc tehsil Chik Ballapur, huyện Kolar, bang Karnataka, Ấn Độ.